# 方塊屋

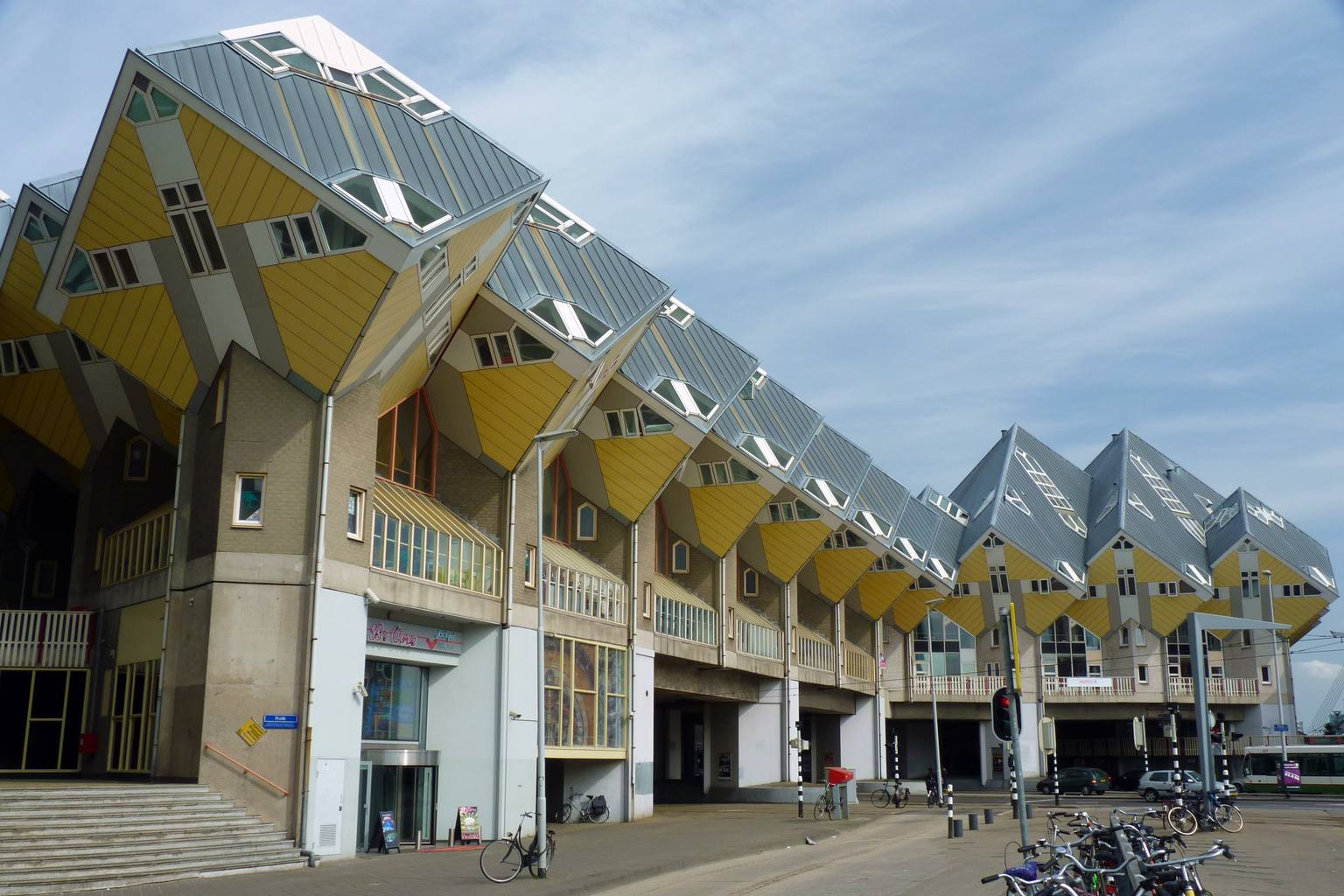
方塊屋

方塊屋（荷蘭語：Kubuswoningen）是一處建築集合群，位於荷蘭鹿特丹舊港區及海尔蒙德，由荷兰建築師皮特·布洛姆（Piet Blom）基于“居住在城市的屋顶上”的理念操刀设计。这种建筑群以地面上高密度的居住型房屋为主要特征，房屋内部留有足够的生活空间。布洛姆将传统房屋的立方体倾斜45度，然后搭在六角形的塔架上。 他的设计代表了城市中的村庄，而其中每座房屋代表一棵树，所有房屋共同构成一片森林。目前，世界各地的立方体房屋的设计指导思想主要是改善房屋的内部空间。

## 海尔蒙德的方块屋

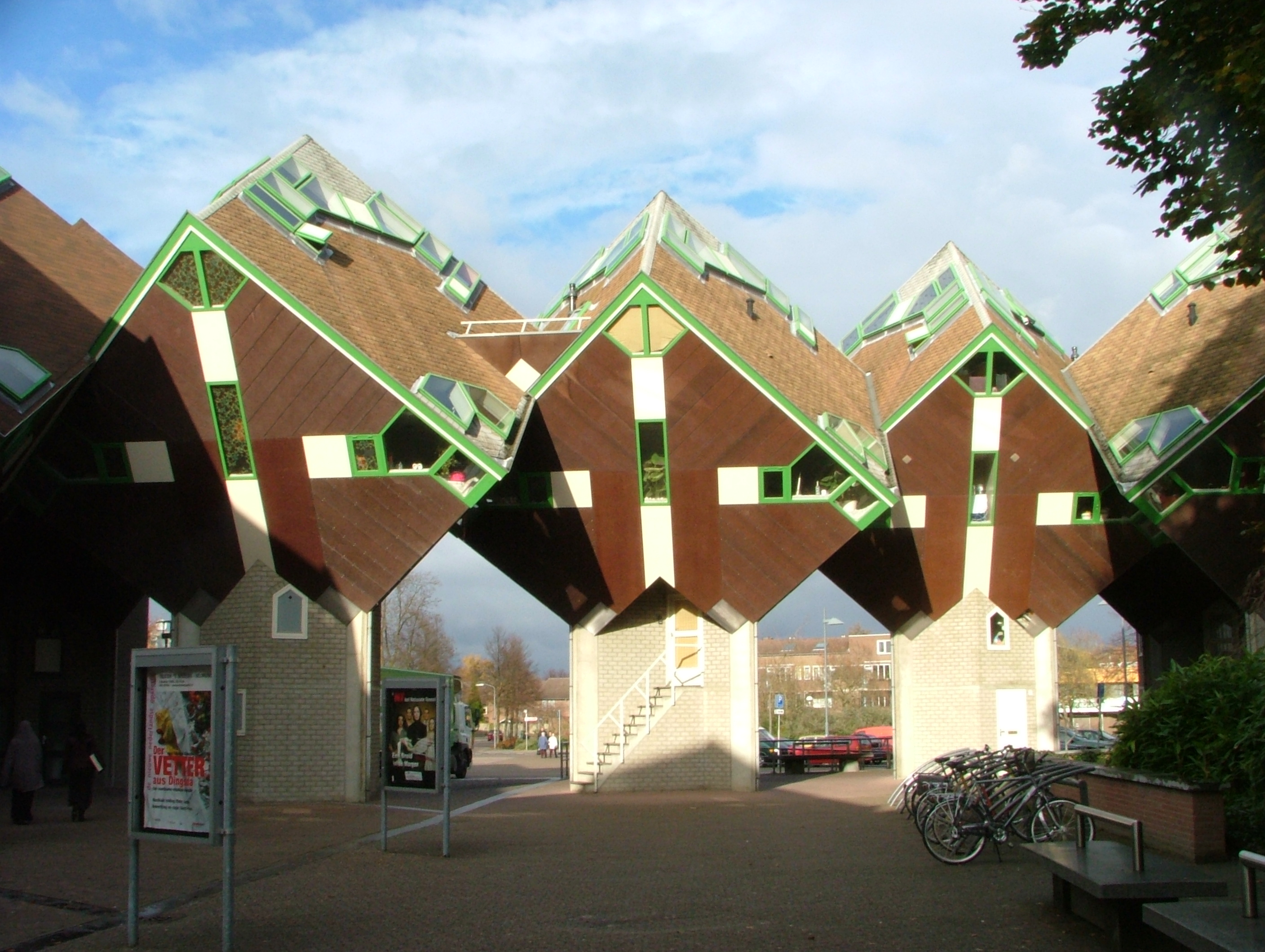
海爾蒙德的方塊屋

在1974年，最早的三间方块屋在海尔蒙德市建成。而在1977年，有18间方块屋竣工。但可惜的是，建成森林的构想一直没有实现。 而海尔蒙德的立方体房屋环绕着一个名为't Speelhuis剧院的剧院，该剧院于2011年12月29日被大火摧毁。

## 鹿特丹的方块屋

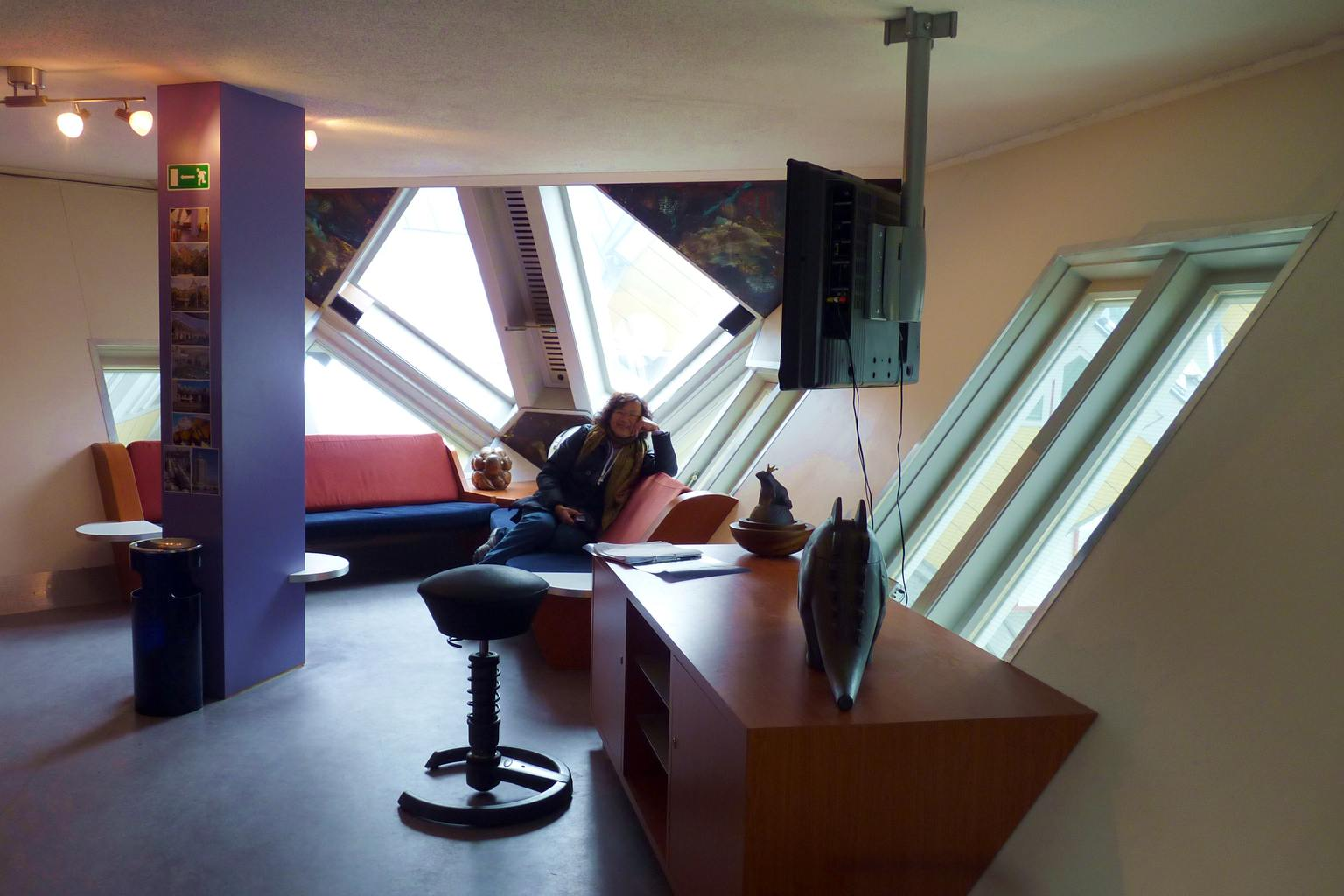
鹿特丹方块屋展示屋内的起居室

鹿特丹的方块屋坐落于Overblaak Street，位于Blaak地铁站的正上方。这一建筑群由38个小方块屋和2个巨型方块屋构成，彼此相连。由于房子里的居民的平静生活因为好奇游客的目光而被打扰，其中一间屋主开了一间展示间，供游客参观。
这件展示屋共有四层，其中底层是房屋的出入口，一层为起居室和开放式厨房，二层为两间卧室和一间浴室，顶层为一个小花园。
这间展示室的墙壁和窗户成54.7度夹角。 公寓的总面积约为100平方米（1,100平方英尺），但由于墙壁位于倾斜的天花板下，因此约有四分之一的空间无法使用。
2006年，一家以国际象棋棋子为主题的博物馆在方块屋开幕。
2009年，那些较大的方块屋开始由荷兰的连锁酒店Stayokay接管。
2019 年，The Art Cube 在 Overblaak 30 開業。Art Cube 是藝術與建築相結合的地方。 這座立方體房屋保留了原有的居住佈局，形成了各種藝術家作品的背景。

## 多伦多的方块屋
多伦多的方块屋始建于1996年。建筑师 Ben Kutner和Jeff Brown在東邊路（Eastern Avenue）建起了三座方块屋。他们的灵感来源于传统的方形建筑，本想复制鹿特丹方块屋的设计。但由于种种原因，最后仅有三座的得以建成。2018年，这些方块屋所在的土地易主，方块屋也可能会被移至别处。

## 画廊

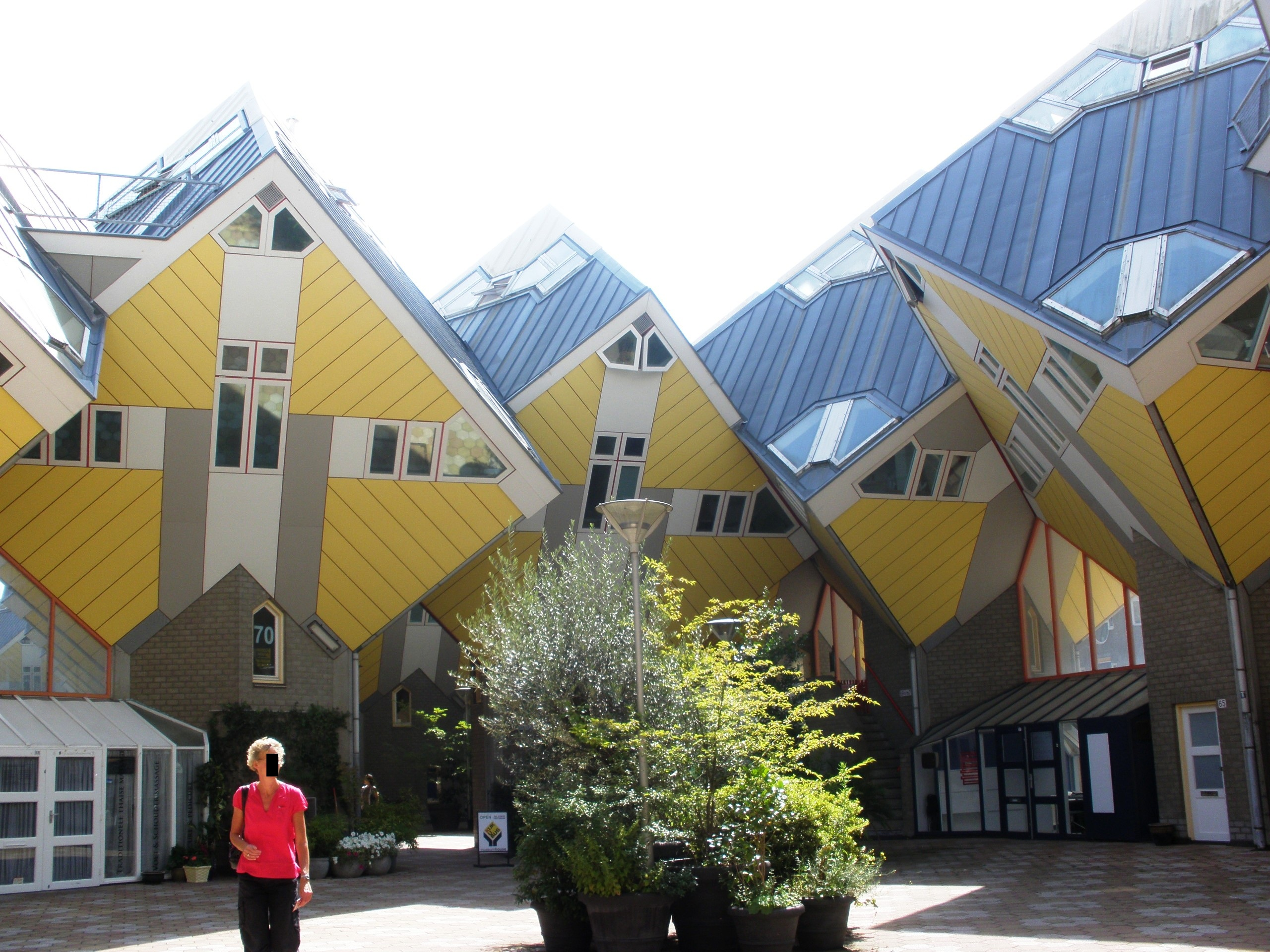
從中央望鹿特丹的方塊屋
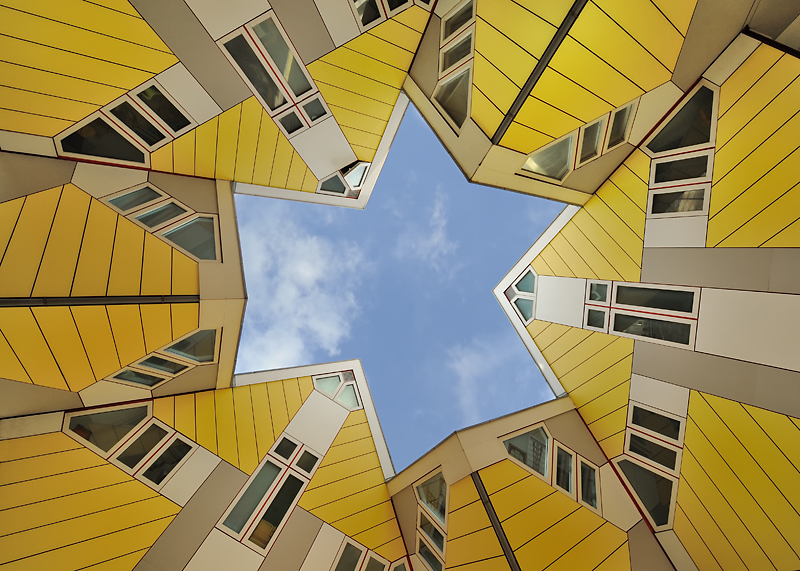
從下方望方块屋
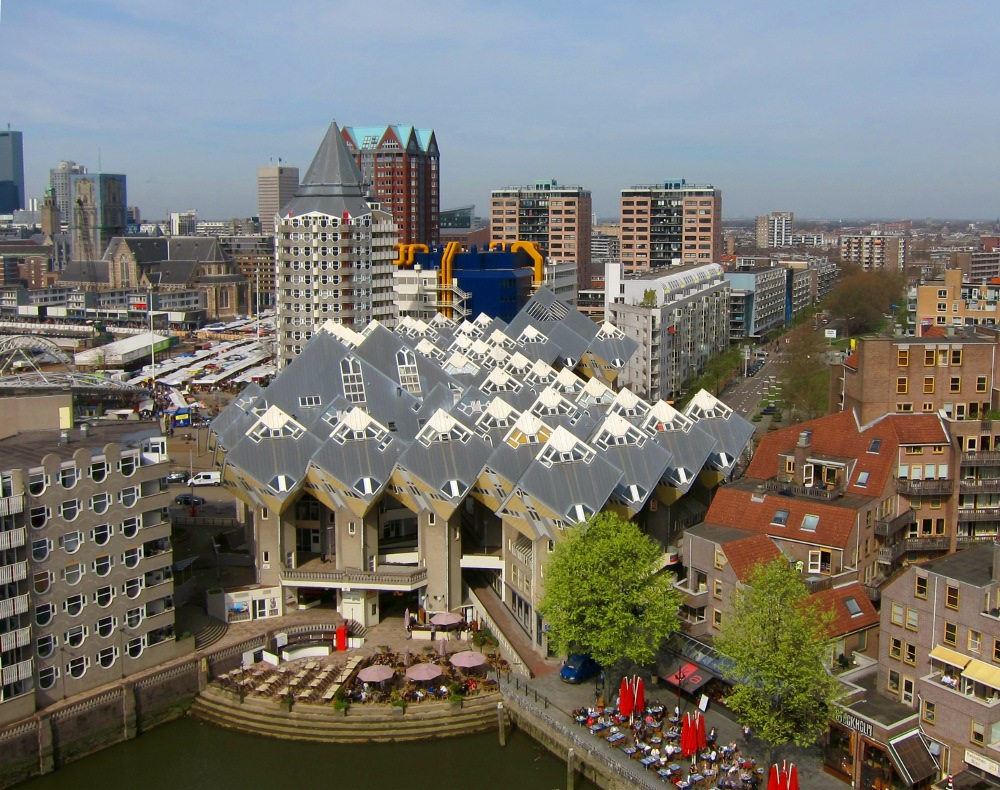
俯瞰方块屋整體建築

## 外部連結
- Cubic houses Rotterdam

51°55′13″N 4°29′26″E / 51.92028°N 4.49056°E